# Кинофантастика в 1960-х годах
Развитие кинофантастики в 1960-х годах шло под сильным влиянием прорыва человечества в космос. Полёт Юрия Гагарина и американских космических экспедиций вызвал бурный интерес к теме космических полётов, которая давно уже была освоена литературной и кинематографической фантастикой.
Одним из первых сериалов, положивших начало эры фантастики, с которого начинается прорыв в этой сфере киноиндустрии - «Доктор Кто», вышедший на экраны в 1963 году. Продолжающийся по настоящее время сериал неоднократно удостаивался всевозможных премий и  считается самым продолжительным сериалом.

## «Космическая одиссея 2001»
Выход на экраны «Космической одиссеи 2001» (2001: A Space Odyssey, 1968) Кубрика стал прецедентным событием в истории мирового кинематографа. Во многом благодаря «Космической одиссее» научная фантастика перестала считаться чисто коммерческим маргинальным направлением. Используя инструментарий жанрового кино, создатели фильма применили его для создания произведения, явно и далеко выходящего за пределы узко понимаемого жанра. Прежние попытки такого рода были либо спорны по результатам, либо компромиссны по использованным средствам — так или иначе, даже экранизации романов, признанных классикой мировой литературы («Война миров», «Машина времени»), становились обычно лишь явлениями жанрового кино. «Космическая одиссея» самим своим существованием этот стереотип уничтожила совершенно. Она сделала очевидным, что в кинофантастике, даже при соблюдении всех её жанровых канонов, возможна и философская глубина, и психологическая насыщенность, и полнейшая достоверность, и визуальная изощрённость. Более того — оказалось, что именно фантастика даёт для всего этого благодарный и достойный материал.
Фильм был удостоен «Оскара» только за спецэффекты, однако выдвигался на премию также по категориям «лучшая режиссура», «лучший оригинальный сценарий» и «лучшее художественное оформление».

## «Звёздный путь»
Другим чрезвычайно значительным событием в области кинофантастики стал телевизионный сериал Джина Родденберри «Звёздный путь» (Star Trek, 1966—1969). Не претендуя на революционность и художественную глубину, но удерживаясь на достаточно высоком для телефантастики того времени уровне, «Звёздный путь» сумел завоевать широкую популярность и на несколько порядков расширить традиционно до того узкую аудиторию фантастики. Принципиальным достижением создателей сериала было также то, что сюжеты ряда начальных эпизодов были основаны на классических НФ-рассказах, хорошо известных любителям фантастики, но более широкой аудитории прежде незнакомых. Впоследствии известные писатели-фантасты привлекались также для написания оригинальных сценариев для сериала.

## Фантастика холодной войны
Продолжение холодной войны, которая была осложнена теперь «космической гонкой», определяет основную тематику кинофантастики начала 1960-х годов. В новых экранизациях поднимаются и развиваются прежние темы с усиливающимся акцентом на политическую паранойю. Наиболее свободна от неё «Машина времени» (The Time Machine, 1960), в гораздо большей степени эта паранойя выражена в «Деревне проклятых» (Village of the Damned, 1960) и «Вторжении триффидов» (Invasion of the Triffids, 1962) и достигают пика в практически «мейнстримовском» политическом триллере «Маньчжурский кандидат» (The Manchurian Candidate, 1962). Та же самая паранойя была безжалостно высмеяна в великолепном сатирическом фильме Стэнли Кубрика «Доктор Стрейнджлав, или Как я перестал бояться и полюбил бомбу» (Dr. Strangelove or: How I Learned to Stop Worrying and Love the Bomb, 1964). Её же эксплуатировали полупародийные шпионские фильмы о Джеймсе Бонде, многие из которых широко заимствовали фантастические темы, освоенные журнальной фантастикой в предыдущие десятилетия — например, «Живёшь только дважды» (You Only Live Twice, 1967).

## Социально-философская кинофантастика
В этот же период в США, Европе и СССР происходят значительные социальные и мировоззренческие изменения, на которые фантастический кинематограф реагирует удивительно медленно — основные фильмы, более-менее осмысленно отражающие их, появляются лишь ближе к концу десятилетия.
Лидером в этом процессе выступает европейский кинематограф, в котором «новая волна» дала художникам новую свободу самовыражения. На «новой волне» появляются стилизованная под фильм-нуар антиутопия Годара «Альфавиль» (Alphaville, une étrange aventure de Lemmy Caution, 1965) и «Десятая жертва» (La decima vittima, 1965) Элио Петри (по мотивам рассказа Роберта Шекли «Седьмая жертва»); поставленная Франсуа Трюффо экранизация «451° по Фаренгейту» (Fahrenheit 451, 1966) и ироническо-эротическая утопия Роже Вадима «Барбарелла» (Barbarella, 1968). В этот же период дважды проявил себя в фантастическом кинематографе Роман Полански, который выпустил в 1967 году язвительную пародийную комедию ужасов «Бал вампиров» (The Fearless Vampire Killers).
Достижения голливудского фантастического «мейнстрима» в этой области можно пересчитать по пальцам, хотя жанровых фильмов снималось по-прежнему много. Среди наиболее известных социально значимых фильмов того периода следует назвать «Планету обезьян» (Planet of the Apes, 1968), поставленную Франклином Шаффнером по мотивам одноимённого сатирического романа Пьера Буля и сыгравшую чрезвычайно важную роль в борьбе с американским консерватизмом и расизмом (выход фильма почти совпал по времени с крупнейшими социальными потрясениями в США и убийством Мартина Лютера Кинга). Фильм отличался продуманной неоднозначностью трактовки: с одной стороны, его авторы явно сочувствовали герою, который тщетно пытался доказать учёным обезьяньей цивилизации свою разумность, проламываясь сквозь их косность мышления и догматизм; с другой стороны, в финале фильма становились понятны причины этого догматизма — он выполнял «охранительную» функцию, не давая обезьяньей цивилизации дойти до ядерного самоуничтожения, повторив глупость предшествующей цивилизации людей. Получалось, что обезьяны поняли урок своих предшественников, однако верные ли они сделали из этого урока выводы?
Проблема толерантности и гуманизма на уровне гораздо более личном стала главной темой фильма Ральфа Нельсона «Чарли» (Charly, 1968), вольной экранизации классического романа Дэниела Киза «Цветы для Элджернона». Трагическая история клинического идиота Чарли, который благодаря экспериментальной медицинской методике стремительно становится гением, а затем ещё более стремительно деградирует, была одновременно величественна и трогательна. Создатели фильма не достигли той изумительной эмоциональной высоты, покорение которой оказалось под силу автору литературного первоисточника, но фильм всё-таки унаследовал щемящую осеннюю интонацию романа и его печальное очарование. Исполнитель главной роли Клифф Робертсон был удостоен «Оскара».
Особняком в этом ряду стоит классический малобюджетный чёрно-белый фильм Джорджа Ромеро «Ночь живых мертвецов» (Night of the Living Dead, 1968). Иронический и вместе с тем в высшей степени реалистичный подход Ромеро буквально вдохнул новую жизнь в почти заброшенную тему, которой до того брезговали даже создатели трэш-фантастики последнего разбора. Ромеро насытил фильм сарказмом и ядовитыми издёвками над обществом конформизма, эгоизма и потребительства, которые, впрочем, не бросаются в глаза и не затмевают действительно пугающего сюжета. Эксперимент оказался удачным: фильм вызвал бурные споры, а впоследствии и появление целой серии продолжений, ремейков и жанровых подражаний — от весьма достойных до совершенно беспомощных.

## Другие
- «Фантастическое путешествие» (Fantastic Voyage, 1966)
- «Миллион лет до нашей эры» (One Million Years B.C., 1966)

## Кинофантастика СССР
В СССР в этот период были сняты десятки фильмов, которые могут быть с той или иной степенью оправданности отнесены к фантастике, однако обычно это были или киносказки — фольклорные («Варвара-краса, длинная коса», 1969) или литературные («Королевство Кривых Зеркал», 1963; «Сказка о потерянном времени», 1964), экранизации классики русской, советской и мировой литературы («Вечера на хуторе близ Диканьки», 1961; «Король-олень», 1969) или сатирические притчи («Человек ниоткуда», 1961; «Разбудите Мухина», 1967). Жанровая кинофантастика в условиях государственного финансирования кинематографа редко удостаивалась поддержки, так как фантастика традиционно считалась «идеологически неоднозначным» направлением.
Однако в условиях политической «оттепели» степеней свободы у кинематографистов стало больше, и они сумели этим воспользоваться. Одним из важных на этом этапе явлений стало освоение кинематографом советской литературной фантастики 1920—1930-х годов. Появляются экранизации «Алые паруса» (1961), «Человек-амфибия» (1961), «Гиперболоид инженера Гарина» (1965), «Три толстяка» (1966) — многие из перечисленных фильмов признаны классическими. Поставленная уже в самом конце «оттепели» сложная философская драма «Бегущая по волнам» (1967) по мотивам повести Александра Грина подвела своеобразный печальный итог под периодом «романтических» экранизаций и надежд на обновление советского общества.
Отдельным достижением советского кино этого периода можно считать экранизации «рискованных» с точки зрения советской цензуры гениальных сказочных пьес Евгения Шварца. Фильм Надежды Кошеверовой и Михаила Шапиро «Каин XVIII» (1963) был смелой попыткой совершить буквально невозможное — перенести на экран (хотя бы частично) почти тотально запрещённого к постановкам «Голого короля». Сценарий, доработанный Николаем Эрдманом, использовал лишь основные мотивы пьесы, исключив прямые аллюзии на сказку Андерсена. Второй важной постановкой этого ряда стал фильм Эраста Гарина и Хеси Локшиной «Обыкновенное чудо» (1964).
Важнейшим достижением научно-фантастического советского кино стал фильм Павла Клушанцева «Планета бурь» (1962), поставленный по одноимённой повести Александра Казанцева о совместном полёте американских и советских космических экспедиций на Венеру. Техническое исполнение постановки было необычайно высоким для жанрового кино начала 1960-х годов, фильм был сделан с использованием уникальных технологий комбинированных съёмок, которые в отдельных аспектах намного опережали существовавшие в те времена зарубежные аналоги. Несмотря на это (и даже на несомненную «идейную правильность» фильма), «Планета бурь» получила крайне недоброжелательные отзывы в официальной советской критике и в СССР быстро сошла с экранов. В то же время, фильм стал чрезвычайно популярен за рубежом — право на его прокат приобрели 28 стран. В США фильм был выпущен в перемонтированном и частично переснятом виде (что должно было замаскировать его советское происхождение) под названием «Путешествие на доисторическую планету» (Voyage to the Prehistoric Planet, 1965); впоследствии вышел ещё один перемонтированный вариант «Путешествие на планету доисторических женщин» (Voyage to the Planet of Prehistoric Women, 1968).
Вторая половина 1960-х годов ознаменовалась несколькими важными жанровыми прорывами в советской кинематографии. Поставленная Георгием Кропачевым и Константином Ершовым под художественным руководством Александра Птушко экранизация повести Гоголя «Вий» (1967) стала фактически первым и, согласно широко распространённому мнению, лучшим фильмом ужасов советского производства. Романтическая комедия Ильи Ольшвангера «Его звали Роберт» (1967) интересно использовала тему взаимоотношений человека и его робота-двойника, к которой кинематографисты СССР впоследствии неоднократно возвращались. Попытка Евгения Шерстобитова экранизировать коммунистическую утопию Ивана Ефремова «Туманность Андромеды» (1967) была также важна, как первый прецедент подобного рода, несмотря на то, что фильм получился чрезмерно патетичным даже по меркам того времени.
К сожалению, из новых направлений закрепиться на советском экране удалось только фантастической романтической комедии, которая дала несколько интересных образцов на протяжении следующего десятилетия.